# فیلاندر کوهستان
فیلاندر کوهستان (نام علمی: Thylogale lanatus) کیسه‌داری از تیره درازپایان، سردهٔ کیسه‌راسوها است که در پاپوآ گینه نو یافت می‌شود. در سیاهه قرمز IUCN، این جانور در وضعیت در معرض خطر طبقه‌بندی شده است.